# ماري بوروز
ماري بوروز (بالإنجليزية: Marie Burroughs)‏ هي ممثلة أمريكية، ولدت في 1866، وتوفيت في 4 مارس 1926 في سانتا باربارا في الولايات المتحدة.

## وصلات خارجية
- ماري بوروز على موقع قاعدة بيانات برودواي على الإنترنت (الإنجليزية)